# Liste der Monuments historiques in Champey
Die Liste der Monuments historiques in Champey führt die Monuments historiques in der französischen Gemeinde Champey auf.

## Liste der Objekte
| Bezeichnung                  | Beschreibung          | Standort                          | Kennzeichnung | Schutzstatus | Datum | Bild |
| ---------------------------- | --------------------- | --------------------------------- | ------------- | ------------ | ----- | ---- |
| Zwei Kelche und zwei Patenen | Zinn, 18. Jahrhundert | in der lutherischen Kirche (Lage) | PM70000258    | Classé       | 1961  |      |
| Zwei Abendmahlskannen        | Zinn, 18. Jahrhundert | in der lutherischen Kirche (Lage) | PM70000259    | Classé       | 1961  |      |
| Oblatendose                  | Zinn, bezeichnet 1763 | in der lutherischen Kirche (Lage) | PM70000260    | Classé       | 1961  |      |